# Cible mouvante
Pour le roman, voir Cible mouvante (roman).
Cet article possède un paronyme, voir Cible émouvante.
Pour plus de détails, voir Fiche technique et Distribution.
Cible mouvante (Bersaglio mobile) est un film italien réalisé par Sergio Corbucci, sorti en 1967.

## Fiche technique
- Titre original : Bersaglio mobile
- Titre français : Cible mouvante
- Réalisation : Sergio Corbucci
- Scénario : Sergio Corbucci, Franco Rossetti et Massimo Patrizi
- Photographie : Aiace Parolin
- Musique : Fiorenzo Carpi et Ivan Vandor
- Pays d'origine : Italie
- Format : Couleurs - Mono
- Date de sortie : 1967

## Distribution
- Ty Hardin : Jason
- Michael Rennie : Major Worthington Clark
- Paola Pitagora : Greta
- Vittorio Caprioli : Billy (dit "Pizza")
- Gordon Mitchell : L'albanais
- Valentino Macchi